# Myrsine ireneae
Myrsine ireneae är en viveväxtart. Myrsine ireneae ingår i släktet Myrsine och familjen viveväxter.

## Underarter
Arten delas in i följande underarter:
- M. i. curvata
- M. i. ireneae